# Batalla de Mérida
La batalla de Mérida fue una de las primeras batallas de la guerra civil española cuando los milicianos republicanos intentaron por dos veces parar al Ejército de África cerca de la histórica ciudad de Mérida (provincia de Badajoz) España, fracasando en el intento.
Los sublevados expulsaron a los republicanos de la ciudad el 10 de agosto de 1936 y aseguraron el control al día siguiente, lo que permitió al General Juan Yagüe forzar la rendición y toma de la ciudad de Badajoz varios días después, perpetrando posteriormente la masacre de Badajoz en dicha ciudad. La importancia de la toma de Mérida estriba no solo en la posesión de este importante centro sino que con su conquista se consiguió unir las dos zonas en que entonces se encontraban divididas las fuerzas sublevadas.

## El avance del Ejército de África
Desde los primeros días de la sublevación se organizó el inmediato traslado a la península de los efectivos del Ejército de África, ya fuera por aire con los pocos aviones que se disponía o por mar intentando sortear el bloqueo de la armada republicana. Para comienzos de agosto ya se encuentran reunidas en Sevilla un número considerable de tropas y material, tomándose la decisión de avanzar hacia el norte. El día 2 de agosto salen de la capital hispalense una columna de tropas marroquíes al mando del teniente coronel Asensio Cabanillas con el objetivo de conquistar Extremadura a la vez que enlazan con la zona norte de los sublevados. Pero, en última instancia, el objetivo final de la columna es la conquista de Madrid. El 3 de agosto se uniría una segunda columna más al mando del comandante Castejón. Esta columnas, de 1.500 soldados cada una estaban constituidas por dos batallones de infantería ligera (una bandera de La Legión y un tabor de Regulares) más una batería de artillería y un pequeño destacamento de servicios logísticos (intendencia, sanidad...)
Asensio se dirigió hacia el norte, aplastando los ataques republicanos el 6 de agosto. Al día siguiente, el Ejército Africano expulsó a las milicias republicanas de la población de Almendralejo después de una sangrienta resistencia que mermó a ambos bandos. Los republicanos se replegaron hacia el norte hasta llegar a Mérida, cuando los fogueados nacionales pararon su marcha para esperar a una tercera columna similar a las anteriores al mando del teniente coronel Tella. Una vez conquistada Mérida las tres columnas quedaron al mando del teniente coronel Juan Yagüe, otro veterano de la guerra de África como los anteriores.

## La batalla
Aparte del río Guadiana, que representa su mejor defensa natural, la ciudad extremeña contaba con un fuerte contingente de milicianos y guardias de asalto al mando del Capitán de asalto Medina, suficientes para su defensa, contando con el apoyo de dos cañones y aviación basada en Don Benito. Las milicias republicanas construyeron trincheras a lo largo del cauce del río, junto a la ciudad, para rechazar el esperado ataque. Por su parte, Asensio (Yagüe no participó ni mandó tropas en la batalla de Mérida y no fue hasta el día siguiente que se hizo cargo de la columna de Madrid) ordenó avanzar hacia la cuesta que domina la parte sur de la ciudad para colocar allí las baterías de artillería. A primeras horas del 10 de agosto las tropas de Asensio atacaron duramente y controlaron la orilla sur. De los dos puentes que cruzaban el río –el del ferrocarril y el romano– se decidió tomar este último. Tras una ligera preparación artillera, la 5.ª Bandera de la legión se lanzó sobre el puente romano y lo tomó llegando a penetrar en la ciudad. Las tropas atacantes aprovecharon el desconcierto republicano para asaltar la villa, decidiéndose hacerlo por 3 flancos. Así, en un avance calle por calle llegaron a la plaza principal y consiguieron controlar la ciudad. Cabe citar que el comandante Luis Alarcón de la Lastra desactivó las cargas explosivas colocadas para volar el puente romano de Mérida. Por otro lado, las milicias se retiraron antes de correr el riesgo del envolvimiento. 
Después Yagüe dirigió sus tropas hacia el oeste hasta llegar cerca de Badajoz con Asensio y Castejón, quedando un destacamento al mando del teniente coronel Tella para asegurar el frente de Mérida. El 14 de agosto, las milicias republicanas fueron reforzadas con un gran contingente de guardias de asalto y guardias civiles procedentes de Madrid, además de importantes refuerzos en artillería y equipo variado. En un nuevo intento, las fuerzas republicanas atacaron Mérida e intentaron forzar la posición pero los legionarios de Tella les derrotaron en batalla, fracasando así el último intento republicano por recuperar la villa extremeña.

## Consecuencias
La importancia de la toma de Mérida estribó en que con ello quedaron unidas las dos zonas que se encontraban bajo control de los sublevados. Por otro lado, se encontraba la posición de Badajoz todavía en manos republicanas, una resistencia que debería ser controlada si se quería continuar el avance hacia Madrid.